# 肌球蛋白轻链

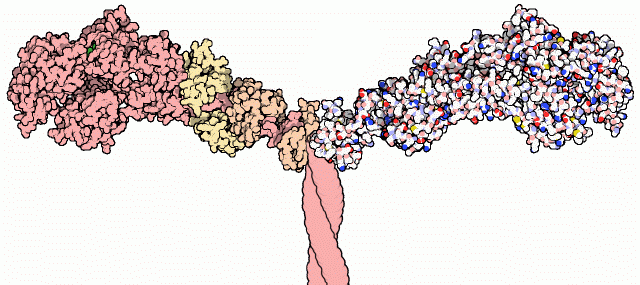
II型肌球蛋白的部分结构：左半部分粉红色为重链，黄色为轻链

肌球蛋白轻链（英語：Myosin light chain）是肌球蛋白的一个亚基。
肌球蛋白轻链拥有自己的肽链，这点与重链不同。它们不被包括在肌球蛋白家族中，但对形成肌球蛋白酶催化超分子复合体有重要作用。

## 基因
轻链基因有：MYL1、MYL2、MYL3、MYL4、MYL5、MYL6、MYL6B、MYL7、MYL9、MYLIP、MYLK、MYLK2、MYLL1